# 身為魔王的我娶了奴隸精靈為妻，該如何表白我的愛？
《身為魔王的我娶了奴隸精靈為妻，該如何表白我的愛？》（簡稱）是日本作家手島史詞所著的輕小說系列，COMTA擔綱插圖，2017年2月起經HJ文庫發行。故事講述人類魔術師薩岡與精靈少女涅菲莉亞相遇後互生戀情，還有接觸魔術界與各方勢力的冒險經歷。截至2021年4月，系列累積發行逾100萬冊。
改編漫畫由2018年2月起於網上連載，漫畫家是。外傳漫畫《身為損友的我實在對廢物騎士看不下去了，該如何照顧她？》（悪友の俺がポンコツ騎士を見てられないんだが、どう世話を焼きゃいい？ ～まどめ外伝～）由2021年12月起於網上連載，負責故事，負責繪畫，以巴爾巴洛士和榭絲緹為主角。本作改編漫畫入圍2021年電子漫畫大賞（電子漫畫大獎）（みんなが選ぶ!!電子コミック大賞）異世界部門提名名單。
2022年10月27日，宣佈正在進行動畫化企劃，於2024年4月播出。

## 故事摘要
薩岡是受大眾避諱、專注於研究魔術知識的人類魔術師，信奉實力主義，但因為不擅言語表達，時而造成讓人啼笑皆非的局面。直至某日身為十三名魔王之一的馬加錫亞駕崩，經由損友巴爾巴洛士帶領出席黑市的拍賣會，卻對被當成奴隸出售的精靈少女涅菲莉亞一見鍾情，在眾人驚愕譁然的反應中，薩岡以一百萬金幣的高價買下涅菲莉亞，正式迎接涅菲莉亞來到自己居住的舊城堡。
不擅言詞的薩岡、對一切茫然的涅菲莉亞，兩者在交流間互相體驗到以往未能體驗的事物，同時隨著薩岡被魔術界封為「魔王」，與眾多勢力的接觸，讓兩者的生活產生翻天覆地的變化。

## 角色列表
条目中記載聲優為廣播劇CD／動畫版。

### 主角相關
以薩岡為首，將薩岡從前任魔術師「怨嗟」安托士手裡繼承、當成住處的舊城堡作為主要活動地點，成員人數、勢力規模隨劇情推進逐漸增加。

#### 主角
薩岡（聲：內田雄馬／小林裕介、廣瀨沙耶（幼少期））
本作男主角。人類魔術師。特徵是經常綁成馬尾辮的黑髮，銀色的雙瞳，端正的五官。被大眾視為邪惡的魔術師相待，實則內向寡言，不擅言詞，私底下也有笨拙的一面，嚮往悠閒自在的生活。擁有看過一次便能完全理解魔術結構和再次重現魔術的天賦，也能結合多種魔術陣和運用被稱作「技巧」的近身搏鬥技作戰。其真實身分是一千年前的第二代「銀眼之王」路西奧與夢魔亞榭（亦即吸血鬼真祖艾謝拉）所生的兒子，莉莉謝拉的雙胞胎兄長，千年前時任魔王馬加錫亞為了保護亞榭，將他當成活祭品獻祭。時隔接近千年後於貧民窟出身，自懂事時便憑藉打劫維生，8歲時被魔術師「怨嗟」安托士綁架虐待，險遭對方當呈獻祭品時反殺對方而保住一命，以此機緣立志成為魔術師，加上曾經被曾經施救的對象斥責瞧不起弱者，體認實力即為保護自己的關鍵，養成重視提升實力的價值觀，但也造成他不擅與異性互動，同時不理解愛的情感。
故事開始時18歲，居住在安托士遺留的舊城堡中，偶然在黑市拍賣會遇見身為奴隸的精靈少女涅菲莉亞（涅菲），不但對她一見鍾情，還付出相當整座城堡資產的一百萬庫里歐騰金幣，將她買下留在身邊，開始摸索如何對待涅菲莉亞的方式。被魔術界封為繼任魔術師王者「魔王」之一，取得「心臟」的「魔王印記」獲得「魔術師殺手」的稱號，隨劇情發展與涅菲莉亞相戀和收養「賢龍」奧洛巴斯的遺孤瓦雷法爾為養女，習得馬加錫亞生前研究的魔術加以改良，逐步在魔術界建立人脈和體認情感的價值，開始學習打理生活與管理轄下人員，正式向涅菲莉亞的母親「歐利昂」（泰塔妮雅）提出娶涅菲莉亞為妻的婚事。因為戈梅利的魔術失誤，一度造成薩岡和瓦雷法爾生理年齡互換，為了求助流卡翁地區的異種族們而出席大陸異種族長老會議，最終在眾人聯手破除黑龍馬爾巴斯的詛咒、涅菲莉亞親吻他後恢復正常。在帶領一行人出遊期間，偕同巴爾巴洛士、戈梅利開發出記錄影像的魔術「封書」，幫助被「王之銀眼」控制的兒時夥伴史黛拉恢復正常。
莉莉絲與佛爾卡斯受困夢境事件裡，為了幫助兩者脫困首度接觸「阿撒茲勒」的實體，經由涅菲莉亞等人協助回歸現實。為了對抗謝利康與比夫龍、救回涅芙特洛絲，號召人員解救涅芙特洛絲和鎮守奇恩諾因德，期間和被謝利康以「涅芙利姆」身份復活的生父路西奧見面兼聯手作戰，戰役過後獲得涅菲莉亞委託納貝流士特製、能轉化成秘銀手指虎「索納」的魔法銀戒指，陸續和生母亞榭、生父路西奧相認。
涅菲莉亞（聲：雨宮天／市之瀨加那）
本作女主角。䁥稱「涅菲」（ネフィ）。種族為精靈族裡血統最接近上古諸神的「貴精靈」。特徵是白色及腰長髮與藍色的雙瞳。個性溫柔，擅長家務，天生俱備和妖精溝通、透過祈願發動魔法的天賦（已知有運用自然之力、治癒能力、讓尚有肉身的往生者復活等）與魔術天分，能使用神靈語和神靈魔法。隨著冒險推進培養出堅定的意志和讓部屬敬重的器度。其實是外號「精靈王」的貴精靈魔術師歐利昂（泰塔妮雅）寄養在北方聖地的女兒，因為自身的天賦被寄養家庭忌憚和長期忽視虐待，在精靈族裡更被視為「詛咒之子」排斥和當成道具。北方聖地被人類屠村時漠視欺凌她的族人和放棄抵抗，加著容貌出眾、白髮的個體是精靈族裡擁有超凡力量的罕見存在，被人類擄走當成奴隸在拍賣會場出售，被薩岡買下隨侍著他，開始學習新事物和重拾希望。隨劇情進展經由薩岡的指導學會運用魔術，和薩岡發展為平等相戀的關係。
聖都寶物庫事件後，與母親歐利昂（泰塔妮雅）正式相認，獲贈魔法掃帚「阿撒茲勒之杖」，經由母親歐利昂（泰塔妮雅）指導進行魔法啟蒙，間接促成薩岡城堡裡的人員跟隨歐利昂（泰塔妮雅）精進技能。莉莉絲與佛爾卡斯受困夢境事件裡，偕同法兒、瑟菲（賽爾菲）、納貝流士、艾謝拉支援進入夢境營救莉莉絲和佛爾卡斯的薩岡。在薩岡等人為了對抗謝利康與比夫龍、兼顧救回涅芙特洛絲，號召人員參與救援行動和發起奇恩諾因德守衛戰期間，為了營救涅芙特洛絲繼承母親的「魔王印記」，事後承襲母親「精靈王」的稱號，遞補母親引退的空缺成為繼任「魔王」，為了提升實力請教艾謝拉（亞榭）關於魔術的知識。

#### 親友相關
巴爾巴洛士（聲：古川慎／谷山紀章）
擅長空間魔術和部分死靈魔術的男性人類魔術師，稱號「煉獄」。「煉獄」也是他自由穿梭的亞空間之名。特徵是瘦長的身形，雜亂的黑髮，臉部瘦削且有黑眼圈。薩岡的損友，20歲的他跟薩岡年齡相近。喜歡喝酒。精通各類情報，經常提出一針見血的建言，和薩岡同樣味覺遲鈍。童年時期被母親賣給魔術師「怨嗟」安托士，跟隨對方學習魔術，但後來察覺安托士將其當成道具利用的真相，轉而離開安托士。
故事開始時為時任「魔王」候選人之一，帶領薩岡參觀馬加錫亞的遺產拍賣會，促成薩岡與涅菲相遇，但其實是幕後與「剝臉」共謀犯下多起綁架案的主使犯。因為不甘於薩岡獲得他覬覦的資產，為了成為魔王而鍛鍊自身魔術，還動手綁架涅菲莉亞與榭絲緹，被涅菲莉亞告知薩岡已成為魔王後，遭薩岡反運用其魔術陣發動攻勢敗北。事後被薩岡以推薦美酒為由放過一命，經常被後者委託幫忙而捲入麻煩事件，隨劇情推進和榭絲緹從經常鬥嘴但會互相幫助的關係，轉變成互有好感。
透過自身學習領悟意念溝通的「念話」魔術`，隨同薩岡等人出遊期間，偕同薩岡、戈梅利聯合開發出將影像記錄在指定物體的魔術「封書」，成為薩岡尋找馬克、史黛拉的線索。在小說第十三卷被薩岡安排將蒂克希亚带離敌军的包围网，幫助薩岡潛入敵軍營地進行暗殺，因為當著聖騎士們的面前帶走榭絲緹，導致雙方的關係被教會知曉。
外傳漫畫《身為損友的我實在對廢物騎士看不下去了，該如何照顧她？》的主角。
榭絲緹·利奎斯特（聲：Lynn／菱川花菜）
故事初期教會裡唯一的女性聖騎士長，頭銜為「聖劍少女」，持有能夠釋放光明力量的聖劍「亞茲拉爾」。人類，紅髮紅眼。個性正直，秉持為信念犧牲的價值觀，但由於不擅長觀察環境氣氛而時常惹麻煩上身，私底下少根筋且不擅處理日常生活事務。對戀愛遲鈍。害怕青蛙與亡靈。巴爾巴洛士稱呼她「笨女人」，瓦雷法爾則稱她「蝌蚪頭」。沒落貴族的家族出身，家人有已故的父親和殉職的聖騎士兄長希尔维斯提，13歲時獲得聖劍的力量，成為最年輕的聖劍持有者。
故事開始時執行殲滅魔術師的任務，但遭魔術師偷襲導致四名聖騎士邁亞斯、艾米里、賈彌爾、多藍犧牲。被薩岡相救後，開始對他產生了感情而感到糾結，隨劇情進展逐漸意識教會內部的迂腐和分裂，被拉菲爾指名為「共生派」效力，在葛萊威爾樞機卿過身後破格成為繼任城市主事，從中幫助薩岡等人。意識薩岡與涅菲莉亞的情感羈絆而選擇祝福兩者，後來和巴爾巴洛士成為經常鬥嘴但也多度合作的歡喜冤家。小說第十三卷薩岡等人對抗謝利康與比夫龍的戰役期間，協助拉菲爾鎮守奇恩諾因德，偕同涅菲莉亞喚醒遭「阿撒茲勒」附身的涅芙特洛斯的理智。
外傳漫畫《身為損友的我實在對廢物騎士看不下去了，該如何照顧她？》的主角。
曼妮拉（聲：伊藤彩沙）
女性翼人族，防具店兼服飾店的員工。個性開朗，樂於助人。擁有一定水準的服裝品味，但時常在見到外型可愛的顧客時，會依照個人嗜好給顧客打扮。隨劇情發展和涅菲莉亞、榭絲緹、瓦雷法爾、戈梅莉等人成為朋友，介紹失業的瑟菲（賽爾菲）前往薩岡的城堡工作，經常協助薩岡等人挑選衣飾。
瓦雷法爾（聲：長繩麻理亞／美坂朱音）
䁥稱「法兒」（フォル），龍族魔術師。在魔術界的稱號為「亡靈」，時任「魔王」候選人之一。以龍族的標準而言仍屬於幼龍階段。化為人型的姿態是個頭部長著雙角、淡綠髮和金眼的小女孩，原型則是翠綠色毛皮的龍，戰鬥時可從嘴裡射出光束、運用鱗片抵禦攻擊。過去目睹父親「賢龍」奧洛巴斯遭持有聖劍的聖騎士殺害，立志成為魔術師為父親報仇，同時痛恨聖劍騎士。故事初期前往薩岡居住的城堡挑戰對方，被薩岡制伏並懲罰幫助涅菲莉亞料理家務一個禮拜，對兩者的態度從抵觸轉為親近，被薩岡與涅菲莉亞收為養女照顧。隨同薩岡與涅菲莉亞調查馬加錫亞的城堡地下資料庫時，找出記載十二聖劍資訊的文獻，成為薩岡調查聖劍的契機。經由拉菲爾說明理解當年父親犧牲的真正緣由，接納並要求拉菲爾服侍薩岡與涅菲莉亞，將偽裝「亡靈」身份的鎧甲讓給拉菲爾使用。被薩岡賜與防禦魔術「天鱗·雪月花」，同意薩岡有條件性的賦予短暫成長的魔術，換取獲得薩岡賜與攻擊魔術「天磷」，但因為戈梅利的魔術失誤造成薩岡變成小孩、瓦雷法爾變成青少女體型，加上艾謝拉的引導承襲黑龍馬爾巴斯的詛咒之力，最終由於一行人和繼承流卡翁神器的三大王家聯合除掉實體化成黑龍的詛咒、涅菲莉亞親吻開通薩岡的魔術「通道」而恢復正常。自行領悟傳訊魔術「念話」，學會將薩岡傳授的魔術、自身和黑龍馬爾巴斯的力量融會貫通，被比夫龍將招式賜名「神音」和建議改善招式的訣竅。
在薩岡進入夢境營救莉莉絲、佛爾卡斯期間從現實世界幫助三者作戰。薩岡等人對抗對抗謝利康與比夫龍的戰役裡，協助拉菲爾鎮守奇恩諾因德，殲滅被轉化成屍龍的父親。事後繼承比夫龍的「魔王印記」成為新任「魔王」，獲得薩岡給予的魔杖「墨丘利」，接受歐利昂和艾謝拉的指導精進實力。
涅芙特洛絲
小說第三卷正式登場。服侍比夫龍的女性暗精靈，特徵是銀色長髮與金色雙瞳，褐色的肌膚。其真實身分是比夫龍利用涅菲莉亞的毛髮創造的複製人。個性強悍，喜歡甜食，瞧不起涅菲莉亞，對比夫龍的惡趣味頗有不滿。俱備貴精靈的魔力，雖然能使用神靈魔法與高度的魔術，但容易對身體造成極大的負荷。自記事起被比夫龍收留和指導學習神靈魔法，因為透過比夫龍的水晶球影像，獲知涅菲莉亞的存在，原有意接近解救她，但發現比夫龍冀盼的目標不是她，而是身為貴精靈的涅菲莉亞，轉而對涅菲莉亞產生恨意。
故事初期受比夫龍指示攻擊薩岡等人，在船上舉辦夜宴期間試圖迷惑薩岡，但被對方識破，為了爭取比夫龍的認可，在比夫龍和薩岡交手期間，藉由歌詠施展神靈魔法，卻被比夫龍拋棄，身體與湖泊『污泥』結合襲擊在場所有人員，最終因為薩岡等人聯手作戰、涅菲莉亞發動神靈魔法淨化而恢復正常，認清比夫龍的本性開始反抗對方。隨劇情推進逐漸顯露傲嬌的一面，開始重視薩岡等人，被「毆利昂」（泰塔妮雅）告知真實身分後遭受打擊，轉而背叛比夫龍幫助薩岡等人，獲得謝絲緹所屬的教會收容，與謝絲緹成為朋友，代替黑花輔佐謝絲緹管轄教會的政務和財政。
作為護衛陪同謝絲緹出席大陸種族長老會議，正式和涅菲莉亞相認為姊妹，視薩岡為姊夫。後來被「阿撒兹勒」附身，獲知自己僅剩兩、三個月的壽命，被謝絲緹的副官理查約談和趁機告白，目擊理查被比夫龍貫穿胸膛遭受打擊，導致身體異變成「咒翼」型態攻擊薩岡等人，對抗歐利昂（泰塔妮雅）、涅菲莉亞、謝絲緹、阿修羅，被除去附於其身的「阿撒兹勒」，重傷恢復理智時被比夫龍擄走，進行魂魄移植至新的軀體，與比夫龍道別並返回薩岡等人身邊，與理查交往。
「歐利昂」／泰塔妮雅·妮姆薇·奧伯龍
小說第四卷正式登場。十三名「魔王」之一，真實稱號為「精靈王」的女性貴精靈魔術師，涅菲莉亞的親生母親，戈梅利的師父。在聖都教會以技師兼聖騎士「奧伯龍」的身份行動。少女時期因為天生的魔法天賦遭村裡精靈族欺凌，離開村落四處流浪，數百年前為了建立能讓精靈安居的國家，帶領精靈族魔術師與使魔挑戰魔王「災禍」歐利昂，雖然戰勝歐利昂和獲得「魔王印記」，但因為失去眾多同伴和生存意義未能建國，遂借用歐利昂的名聲活動，收戈梅利為徒，留下繪有自己與嬰兒涅菲莉亞肖像的項墜給涅菲莉亞。顧及女兒的安全，將她交給北方聖地村落的精靈族收養。能夠使用神靈魔法。對戈梅利時常給薩岡帶來麻煩傷透腦筋。隨劇情推進，將涅芙特洛絲當成自己的孩子看待。
曾經在薩岡受封魔王期間，向其他魔王警告薩岡的危險性。薩岡等人前往北方聖地調查涅菲莉亞身世期間，運用魔法將涅菲莉亞變成小孩。與薩岡等人過招、被薩岡揭曉真實身份後，與涅菲莉亞相談兼解除施加在她身上的魔法，向一行人說明前因後果，同意將涅菲莉亞託付給薩岡。私底下向涅芙特洛絲透露其身世真相，導致涅芙特洛絲遭受打擊，轉而請求薩岡協助拯救涅芙特洛絲。小說第六卷建議受戈梅利的魔術影響、導致生理年齡互換的薩岡與瓦雷法爾，尋求流卡翁的異種族協助。
調查謝利康與比夫龍合作的情報，勉勵為黑花治療雙眼的涅菲莉亞，使其安定思緒成功施展治療魔法，正式和涅菲莉亞母女相認，將當初用於戰勝歐利昂的魔法掃帚「阿撒茲勒之杖」贈與涅菲莉亞。借住薩岡的城堡期間，親自指導多數人員，分別進行魔法、劍術、魔術啟蒙，在對抗謝利康和比夫龍的戰役中負責帶回涅芙特洛絲，被涅芙特洛絲重傷，將「魔王印記」傳承給涅菲莉亞。後期從「魔王」的職位引退，由涅菲莉亞繼承其稱號與「魔王」職位，負責指導瓦雷法爾。
本名的「泰塔妮雅」取自英國戲劇家威廉·莎士比亞的作品《仲夏夜之夢》中登場的妖精王后緹坦妮雅，姓氏奧伯龍則取自該作的妖精王奧伯隆。
黑花·艾德海蒂
小說第五卷正式登場。榭絲緹管轄城市的新任祭司，其真實身分是直屬教皇的特務執行者「阿撒茲勒」成員。人類與貓妖精的混血少女，在混血族群裡擁有罕見的四耳特徵。個性聰明勤學，但容易遭遇倒楣事件，恐水且不擅游泳，接觸到木天蓼會進入醺醉狀態。擅用武器為杖中劍。流卡翁的貓妖精家庭出身，族人世代祭祀流卡翁的神器雙劍「天無月」，與瑟菲（賽爾菲）、莉莉絲是舊友。五年前執行任務期間，所屬的村落遭「天使獵人」謝利康襲擊，家人遭魔術師們殺害，自己則遭謝利康的部屬（使魔）蒂克希亞與阿麗絲泰爾襲擊導致雙目失明，在沙克斯的幫助下倖免於難，獲得拉菲爾解危並收養照顧一段時間，但也在失去視力後能聽見普通人類無法聽見的聲音，平常仰賴拐杖行動。稱呼薩岡「大哥哥」，沙克斯稱呼她「小黑」。
原本奉命前往教會上任，卻和狐狸獸人庫遭到四名狗頭人囚禁虐待當成奴隸，逃脫時偶遇路過的薩岡協助解危和添購衣物，經由護送抵達教會正式就職。曾經在巴爾巴洛士與榭絲緹論及「共生派」議題時現身攻擊兩者，後來在法夫龍派遣喀邁拉襲擊教會期間幫助榭絲緹解危，但被法夫龍從中挑撥、誤信榭絲緹是殺害拉菲爾的兇手而攻擊她，令薩岡為了轉移黑花的注意力而誆稱自己是兇手，承受黑花的攻擊。事件落幕後與誆稱自己為「瓦雷法爾」的拉菲爾重逢，理解拉菲爾服侍薩岡的實情，婉拒拉菲爾的邀約繼續服侍教會，正式和榭絲緹冰釋誤會。擔任榭絲緹的護衛出席全大陸亞人種長老會議期間，和瑟菲（賽爾菲）、莉莉絲重逢。
小說第八卷在街上遭遇危險重傷，變成黑貓型態期間再度被沙克斯所救，經由艾謝拉與沙克斯的口述理解當年滅村事件的真相。後來和沙克斯漸生感情，經由涅菲莉亞的魔法治療恢復視力，為了復健治療暫住在薩岡等人的城堡。在涅芙特洛絲變成「咒翼」型態攻擊薩岡等人時，負責支援薩岡。小說第十三卷在對抗謝利康和比夫龍的戰役中，擔任主要戰力。
庫
小說第五卷正式登場。黑花、薩岡偶遇的女性狐狸獸人。孤兒出身，與黑花遭四名狗頭人囚禁虐待，試圖逃脫時獲得薩岡協助解危和添購衣物，經由護送抵達教會獲得收容。視黑花為姊姊。被法夫龍奪取身體植入『泥狀魔神』，追擊涅芙特洛絲和薩岡等人。事件落幕後順利康復，繼續服侍教會。小說第十卷學會隱形能力。
理查·法拉瑪拉基
小說第五卷正式登場。教會的聖騎士之一，榭絲緹的副官。為人正直富責任感，恭敬有禮，俱備一定實力資質，但經常說話戳到薩岡介意的點。在法夫龍派遣喀邁拉展開襲擊行動期間，挺身保護和幫助偶遇的涅芙特洛絲，隨劇情推進對涅芙特洛絲有好感，在薩岡的許可下對涅芙特洛絲展開追求，被薩岡默認為義兄弟。在小說第十二卷與阿爾弗雷德過招獲勝，獲得蒼天三騎士認可實力，為了陪伴涅芙特洛絲婉拒擔任蒼天三騎士。因為獲知涅芙特洛絲僅剩兩三個月的壽命，約談兼向涅芙特洛絲告白，結果被埋伏的比夫龍徒手貫穿胸膛重傷，獲得沙克斯救治得以倖存。
在小說第十三卷被聖劍「卡麥爾」選為的新任持有者。奇恩诺因德守衛戰落幕後，與涅芙特洛絲正式交往，獲得提拔為新任聖騎士長，被封為涅芙特洛絲專屬的護衛騎士。
艾謝拉／亞榭
小說第六卷正式登場。別號「夜之聖者」的夜之一族（吸血鬼）女性，外觀是有著金色長髮和金色雙眼的少女，實際年齡已有一千多年，是活死人的起源，身兼「魔神」封印的看守者，本體被囚禁於「魔神」封印結界邊緣的神殿作為活祭品。個性看似深藏不露，喜歡戲弄獵物與觀看人們困擾的模樣，其實有著容易受感動和重視後裔子孫的一面。其實力深不可測，曾和所羅門、馬加錫亞創造出能夠殺死神明的「天使獵人」，能夠化成蝙蝠群和穿梭夢境行動，由於本身是被屏除在生死循環之外的特性，治癒魔法無法對其產生作用。慣用武器是「天使獵人」雙槍「修德倫」與「蒙特」。有一名已故的兄長，重視薩岡、莉莉絲、黑花、瑟菲（賽爾菲）。
一千年前還在生時本名「亞榭」，是阿修羅的初戀情人，薩岡和莉莉謝拉的生母兼第二代「銀眼之王」路西奧的妻子，遵守路西奧的約定照顧莉莉絲與薩岡，為其流傳「銀眼之王」冒險的故事，是多年前委託馬克（馬加錫亞）暗中尋找薩岡的關鍵人物。曾經被時任魔王馬加錫亞列為重點保護對象，當時馬加錫亞為了確保她的安全但必須兼顧黑花所屬的村落，將「天使獵人」交至她的手上，但由於她當時沒有接受，間接造成黑花的故鄉遭受摧毀。在莉莉絲與黑花、瑟菲（賽爾菲）失聯期間，親自教導莉莉絲演唱銀眼之王的頌歌。
在薩岡等人出席大陸異種族長老會議期間多度指引他們，但特意鎖定瓦雷法爾，導致該地區的詛咒實體化成黑龍造成混亂。在近海洞穴遇難時被薩岡和涅菲莉亞所救，透露薩岡的童年夥伴馬克是和教會隱匿第十三把聖劍「阿撒茲勒」存在相關的重要關鍵角色，警告薩岡不要再繼續追尋相關真相。「亞榭爾·伊梅拉」事件向錫蒙力說明自己與「天使獵人」的淵源，為了向沙克斯、黑花贖罪展開行動，經由薩岡帶領出席眾人舉辦的「亞榭爾·伊梅拉」節慶宴會度過生日。
為了維護「天使獵人」與精制彈藥，寄住在薩岡特設的城堡地下洞窟實驗所，以支付珍藏的「天使獵人」「馬爾杜斯II」為代價，委託納貝流士維修「天使獵人」。在莉莉絲受困夢境事件裡，支援進入夢境營救莉莉絲、佛爾卡斯的薩岡。在涅芙特洛絲變成「天使」型態攻擊薩岡等人時，負責協助薩岡，與初戀對象阿修羅重逢，因為決定解決涅芙特洛絲已除後患、和薩岡產生意見分歧，離別前將愛槍「修德倫」送給佛爾卡斯，後來在奇恩諾因德守衛戰援助拉菲爾等人，引導瓦雷法爾使用「天磷」的力量擊敗屍龍化的「賢龍」奧羅巴斯。事後負責指導成為「魔王」的瓦雷法爾與涅菲莉亞精進實力。
路西奥
一千年前的英雄，第二代「銀眼之王」，在生時期得年15歲。他是艾謝拉（亞榭）的丈夫、薩岡與莉莉謝拉的生父、馬加錫亞與奧羅巴斯的昔日盟友，同時是流卡翁的三大神器「幽世鏡」、「天無月」、「綿津見雫」的原持有者。外型和薩岡相似，有著黑色的長髮與銀色雙眼，習慣隨性行事，被阿修羅稱作「銀」。過去在世界因為與異形之神的戰斗而瀕臨滅亡之際，以魔力與古老的武器討伐異形之神，但後來在與馬爾巴斯的決戰中戰敗和受到詛咒，為尋求解除詛咒耗時三年，經由奧羅巴斯指引獲得一位純潔盲女的賜吻恢復人形，和奧羅巴斯聯手擊敗馬爾巴斯，立志成為兼具溫柔和嚴厲的王。為了繼承「銀眼之王」的名號拒絕成為不死者，要求艾謝拉（亞榭）藉由構思故事將他的名號流傳在世間兼照顧莉莉絲、薩岡。過身後將三個神器流傳給後裔，由馬加錫亞庇護後裔修普諾艾爾家、艾德海蒂家、涅普蒂娜家。
小說第十三卷被謝利康以「涅芙利姆」的身份復活參與作戰，偕同其他初代「魔王」和薩岡作戰，被艾謝拉（亞榭）介入收手後表明以薩岡為榮，轉而協助薩岡作戰。隨劇情推進逐漸親近薩岡等人，對於阿修羅追求艾謝拉（亞榭）一事抱持複雜觀感。
史黛拉·德克邁亞
小說第七卷正式登場。米夏埃爾·德克邁亞（安德列亞爾弗斯）的弟子，薩岡、馬克流浪兒童時期的夥伴，自視為薩岡的義姊。精通肉搏防身術「技法」、恢復與強化魔術，也能反射敵方的魔術攻擊。平常仰賴安德列亞爾弗斯的眼罩和符咒繃帶抑制詛咒。流浪孤兒出身，是給予童年時期薩岡精神支持的關鍵人物，兒時被聖劍「沙利葉」選定為繼任主，後來流落跟隨強盜德卡拉比亚，將他當成兄長，直至某日發現準備找她的街童被德卡拉比亚殺害，準備逃走卻被德卡拉比亚逮住意圖滅口，及時因為薩岡解決德卡拉比亚才脫險。
拜安德列亞爾弗斯為師學習魔術，但由於「王之銀眼」吸收德卡拉比亚的人格，遭受「王之銀眼」詛咒附身失去右眼並改造成德卡拉比亚的模樣，背叛殺害安德列亞爾弗斯的分身，受詛咒趨使襲擊薩岡、黑花，被謝絲緹暫時中斷後敗給薩岡，經由瓦雷法爾使用黑龍馬爾巴斯詛咒的餘燼吞噬而恢復原樣，與薩岡相認，跟隨安德列亞爾弗斯離去。在「亞榭爾·伊梅拉」節慶當天再度和涅菲莉亞、涅芙特洛絲、榭絲緹碰面，透露自己和馬克在追蹤謝利康的訊息，幫助一行人對抗活死人群，與眾人參加節慶宴會。詛咒解除後獲得聖劍「沙利葉」的承認，同安德列亞爾弗斯被視為「沙利葉」的騎士長。在涅芙特洛絲變成「天使」型態攻擊薩岡等人時，負責支援薩岡。
小說第十三卷薩岡等人對抗謝利康與比夫龍的戰役期間，協助拉菲爾鎮守奇恩諾因德。
佛爾卡斯
小說第十一卷正式登場。十三名「魔王」之一，在魔術界的稱號為「钻缝猫」。外型是擁有枯葉色短髮的少年，成為魔王的資歷為五百年。個性多話富好奇心，在魔術師族群裡是少有的正經性格，與納貝流士的價值觀南轅北轍。精通空間跳躍的魔術。
五百年前在某個吸血鬼駕馭的幽靈船，和當時受托尋找離家出走的瑟菲（賽爾菲）的艾謝拉相遇，但後來艾謝拉自行離去，為了尋找她的行蹤在世界上遊蕩。在米夏埃爾·德克邁亞 （安德列亞爾弗斯）遭比夫龍襲擊後，因為想要探索世界，藉由馬加錫亞跟賢龍奧羅巴斯當年參與戰爭的戰場痕跡，越過艾謝拉看守的「魔神」結界，卻因此在穿過「阿撒茲勒」的夢境時遭受襲擊導致精神衝擊，墜入薩岡、涅菲莉亞、莉莉絲的夢境，還牽連試圖解救他的莉莉絲。後來偕同薩岡修復成為「魔神」結界人柱的艾謝拉的軀體，在薩岡、莉莉絲、艾謝拉連同在現實的涅菲莉亞、瑟菲（賽爾菲）、納貝流士、法兒對抗「阿撒茲勒」期間，借用納貝流士的「天使獵人」「馬爾杜克II」幫助眾人擊退「阿撒茲勒」，在眾人的幫助下回歸現實世界，失去魔王時期的記憶，正式向莉莉絲告白。為了保護莉莉絲，以接受薩岡監督的條件，留在他的城堡提升實力，將薩岡視為大哥。
在艾謝拉暫時離開薩岡等人的期間，從艾謝拉手裡獲贈「天使獵人」雙槍之一的「修德倫」。小說第十三卷留守奇恩诺因德，協助拉菲爾等人作戰。
名字取自所羅門王72柱魔神之一的佛爾卡斯。
阿修羅
小說第十二卷正式登場。稱號「咒腕」，千年前的英雄，艾謝拉（亞榭）的初戀對象。外型是擁有緋紅色頭髮與雙眼的人類少年，其實是天使以道具身分创造出来的種族「守望者之民」。為人正派富行動力，具備自我恢復的體質，能運用魔力在右臂形成武裝手甲。過去和艾謝拉（亞榭）聯手對抗天使的過程中互生感情，但在討伐天使長卡麦尔時遭受重創犧牲。時隔一千年後，以謝利康作為再现「阿撒兹勒」的媒介「涅芙利姆」兼手下的身份現身，奉命監視瓦尔坎和捉拿謝利康的部屬，襲擊沙克斯和黑花，從後兩者的對話獲知千年間的變化，與巴托分析情勢期間順勢將情報分享給竊聽的黑花。在涅芙特洛絲變成「天使」型態攻擊薩岡等人時，負責支援薩岡，與艾謝拉（亞榭）重逢對她展開追求。
薩岡等人對抗對抗謝利康與比夫龍的戰役期間，向艾謝拉（亞榭）請纓協助對抗「阿撒兹勒」。小說第十五卷偶遇同樣以「涅芙利姆」身分復活的路西奧，兩者聯手擊敗盜賊，向路西奧表明追求艾謝拉（亞榭）的立場兼與之過招。後來當眾向薩岡徵詢親近艾謝拉（亞榭）的請求獲准。
馬加錫亞／馬克
本作重要關鍵角色。與薩岡同樣有著罕見的銀色雙眼。高齡一千歲的男性魔術師，被譽為魔術師頂點的十三名初代「魔王」之一，稱號「至高長老」，前任代表「心臟」的「魔王刻印」持有者。為人嚴峻，主張魔術師和聖騎士對立。曾和所羅門、艾謝拉（亞榭）創造出能夠殺死神明的武器「天使獵人」，對神靈魔術、龍族魔術有所涉獵。為米夏埃爾·德克邁亞（安德列亞爾弗斯）的叔父，同時是「賢龍」奧羅巴斯與英雄「銀眼之王」路西奧的盟友，與艾謝拉相識。偽裝身分是薩岡、史黛拉過去還是流浪兒時期的重要夥伴「馬克」。
一千年前路西奧擊敗黑龍獲得勝利後，世界因为与天使间的战斗而产生巨大损失，馬加錫亞為了保護艾謝拉（亞榭），聽從巴托的建議將薩岡當成祭品奉獻，但最終未能阻止艾謝拉（亞榭）成為「魔神」封印的人柱。收莉賽特·但他林為徒，但因為雙方在聖騎士與魔術師的生存立場產生分歧，殺害莉賽特造成聖騎士與魔術師對立。負責庇護身為路西奧後裔的家族，同時致力庇護瀕臨滅亡的種族，向艾謝拉約定尋找薩岡的蹤跡。
以「馬克」的偽裝身分活動期間，因為發生史黛拉被聖劍「沙利葉」選定為繼任主的事件，委託安德列亞爾弗斯代為保管聖劍「沙利葉」，10-11年前在奇恩诺因德尋獲薩岡，不僅親自為他命名，還負責照顧兼指導他學會近身戰技能「技巧」和求生技能，暗地在薩岡殺死安托士的事件幫助他創造逃生機會。執著與「阿撒茲勒」戰鬥，五年前的「獵殺稀有種」事件陪同時任魔王馬加錫亞、魔術師沙克斯參與肅清謝利康的行動，但在作戰過程中被謝利康擊中，受詛咒影響導致包含其存在在內的所有一切被抹消，持有的眼鏡與「天使獵人」雙槍「修德倫」、「蒙特」則流落至艾謝拉的手上。
為了平定戰亂，偕同奧羅巴斯、拉菲爾、基尼亞斯·卡拉哈特等人參與戰爭，造成奧羅巴斯等對象犧牲。在過身的消息傳開後，包含原預定呈獻給他的涅菲莉亞在內、多數的遺產流入拍賣會，成為薩岡與涅菲相遇的開端。後來薩岡繼承其「魔王刻印」，利用其遺留的文獻資料庫，開發魔術和調查聖劍與魔王刻印的秘密。小說第十三卷連同其他初代「魔王」被謝利康以「涅芙利姆」的身份復活，對抗薩岡與路克奧，戰役落幕後繼承謝利康的「魔王印記」，改用「馬克」的身份行動。
名字取自所羅門王72柱魔神之一的馬可西亞斯的別稱「馬加錫亞」。
莉莉謝拉
小說第十五卷初提及。艾謝拉（亞榭）與路西奧的混血夢魔女兒，薩岡的雙胞胎妹妹。在流卡翁留下「銀眼之王」血脈的關鍵人物。
初代銀眼之王
小說第十五卷提及。，薩岡的祖父。

#### 從屬相關
拉菲爾·休蘭德（聲：稻田徹）
教會裡持有能夠釋放「淨化火焰」的聖劍「梅塔特隆」的時任聖騎士長。特徵是嚴肅且殘留斜向傷疤的臉孔，年齡五十多歲。在教會裡是惡名昭彰的人物，同時是主張教會與魔術師共存的「共生派」的創始者。初期給人剛烈的印象，實則為人沉穩，擅長料理和西洋棋，與薩岡同樣不擅言詞。過去曾創下討伐499名魔術師的戰績（但其實是試圖接近魔術師，遭對方誤會並反擊時所致），收養照顧失去親人的黑花。討伐魔族期間向賢龍奧洛巴斯（瓦雷法爾的父親）請教作戰方式，在奧洛巴斯獻出自己的生命戰勝魔族後，為求生存而違背教會不得獵龍的規範，食用奧洛巴斯的血液，獲得迅速治癒傷勢的能力，繼承奧洛巴斯的遺志成立「共生派」。
原奉命處置違背教會不得放過魔術師律令的榭絲緹，但因為看中榭絲緹的理念，借用奧洛巴斯的名義邀請她加入「共生派」。後來找上薩岡試探他，襲擊瓦雷法爾時被薩岡與巴爾巴洛士介入制止，為了保護瓦雷法爾免於合成生物的攻擊而失去左臂，說明奧洛巴斯犧牲的經過，指名榭絲緹為「共生派」效力。事後返回教會殺死幕後陷害榭絲緹的葛萊威爾，辭去聖騎士職位擔任薩岡住處的管家兼護衛，經由瓦雷法爾幫助獲得代替左臂的盔甲義肢（其後由薩岡運用魔術加強改良性能），在薩岡等人調查聖劍的情報時提供許多幫助。與黑花重逢，邀請她為薩岡效力，但由於黑花希望留在謝絲緹的教會服務婉拒邀約，選擇尊重她的意願。
小說第八卷經由沙克斯的敘述，獲知五年前黑花的故鄉被摧毀的真相。原先對於黑花與沙克斯的關係日漸親近頗為介意，但經過薩岡居中調解和沙克斯的努力，轉而認可兩者的戀情。小說第十卷經由歐利昂（泰塔妮雅）指導進行劍術啟蒙。在薩岡對抗謝利康與比夫龍期間為其分析戰局，小說第十三卷被薩岡指派留守奇恩诺因德，指揮聖騎士們作戰。
戈梅利
稱號「妖婦」的女性魔人族魔術師。時任「魔王」候選人之一。外型是長有頭角，金髮紫眼，經常穿著斗篷和配帶巨型鐮刀的女性，實際年齡超過150歲。說話自稱「妾身」，個性奔放且嘴硬心軟，擅於洞察人心，經常主動保護稀有種族，熱衷研究長生不老的方式。半個世紀前曾經救過錫蒙力，與錫蒙力為戀人關係，同時是歐利昂（實為泰塔妮雅）的徒弟。擅長操控生命力的魔術，能夠操縱自身年齡和窺探他人的記憶，特有能力為將眼見之物化為塵土的「巴洛爾魔眼」。經常為了促進眾人的互動施展特殊魔術，但有時候反而會弄巧成拙，需要薩岡等人收拾殘局。
因為看不慣比夫龍將涅芙特洛絲視為棄子的做法，在涅芙特洛絲與湖泊污泥結合期間，偕同錫蒙力與其他魔術師幫助薩岡等人。事後連同在場的魔術師們自願歸屬和效忠薩岡，極度溺愛瓦雷法爾，提醒薩岡『愛人之力』的重要性。獲得薩岡賜與攻擊性的魔術「天磷」。全大陸異種族會議開始前，因為個人失誤，在協助薩岡施展讓瓦雷法爾成長的魔法時，不慎讓薩岡變成小孩的模樣，促使薩岡等人向東方島國流卡翁的異種族尋求協助。為了幫助薩岡等人對抗謝利康，請纓攔截謝利康物資，遭遇米夏埃爾·德克邁亞（安德列亞爾弗斯）襲擊被囚禁，被謝利康完全石化前讀取關於莉賽特的記憶，奇恩诺因德守衛戰後被錫蒙力救回薩岡等人的身邊。
錫蒙力
稱號「黑刃」的獅子獸人族魔術師，是繼承最純正古獅血脈的返祖後代，成為魔術師的資歷為六十年。時任「魔王」候選人之一。有著健壯的外型和少年般的聲線，其實個性相當謹慎膽小，時常出面制止戈梅利的奔放行為。過去曾經是謝利康的朋友，七、八十年前因為遭成為魔術師的謝利康襲擊家鄉而失去家人，出於憤怒失去理性變成魔獸流浪數年，在無知的狀態闖入戈梅利的領地，襲擊當地居民造成死傷，被戈梅利馴服和賦予名字，經由對方傳授知識和獲得理智，十年前為了讓謝利康救治虛弱的戈梅利，付出自己的力量「咒爪」，現時與戈梅利為戀人關係。曾經提醒薩岡慎防有意利用慈悲心的對象。可透過氣味判讀當事者是否說謊與大概的心思，還能化身為黑色的飛天獅子行動，擅長操控聲音的魔術，也能運用聲音作為施展魔術的媒介。
在比夫龍和薩岡交手、涅芙特洛絲與湖泊污泥結合期間，偕同戈梅利與其他魔術師幫助薩岡等人，事後連同在場的魔術師們自願歸屬和效忠薩岡。獲得薩岡賜與攻擊性的魔術「天磷」。小說第八卷出手救援身受重傷的艾謝拉，獲知「天使獵人」的存在與沙克斯、黑花的經歷，還有「殺死神明之力」的力量。於小說第十一卷幫助薩岡進行熟悉暴力的訓練。薩岡等人對抗對抗謝利康與比夫龍的戰役期間，為了營救戈梅利與尋求和薩岡交手的機會，再度和謝利康重逢，與薩岡交戰敗北，允諾薩岡協助戰局。
名字取自所羅門王72柱魔神之一的錫蒙力。
瑟菲（賽爾菲）／愛音賽爾芙·塔拉薩·涅普蒂娜
小說第三卷正式登場。女性人魚族歌手，個性冒失魯莽，不擅長看氣氛。歌聲具備魔力，魚尾在乾燥的狀態可變成雙足在陸地活動，但在接觸水分後則會變回原型。其真實身分是繼承東方島國流卡翁神器「綿津見雫」寶玉的王家「涅普蒂娜家族」的第三公主，全名「愛音賽爾芙·塔拉薩·涅普蒂娜」，為莉莉絲與黑花的好友，對莉莉絲抱持同性愛。因為不滿皇室規定王族只能為被選中之人歌唱的規矩與無法抑制對莉莉絲的情感，選擇離家出走，以歌手為業。
初登場是在比夫龍舉辦的船上夜宴，因為薩岡與比夫龍在湖上交戰、導致在場人員陷入危機，被薩岡及時救起，向亟欲幫助眾人的涅菲莉亞傳授歌唱技巧，讓她順利發動神靈魔法為眾人解危，在所屬樂團成員全滅而失業後，經由曼妮拉介紹成為薩岡的城堡幫傭，向家人致信問候，被家人請求帶薩岡會見他們。小說第六卷接獲來自家鄉的信件，向薩岡等人說明全大陸亞人族會議的相關情報，帶領薩岡、涅非莉亞、瓦雷法爾前往大陸異種族長老會議的會場海都亞特拉斯提亞，和黑花、莉莉絲重逢，運用「綿津見雫」幫助薩岡等人破除實體化成黑龍的詛咒。莉莉絲加入薩岡等人後，協助指導莉莉絲處理城堡的家務。在薩岡進入夢境營救莉莉絲、佛爾卡斯期間，向參與救援的眾人提出「喚醒夢境裡的人」的建議，從現實世界幫助三者作戰，成功協助薩岡、莉莉絲、佛爾卡斯脫困。小說第十三卷薩岡等人對抗謝利康與比夫龍的戰役期間，協助拉菲爾鎮守奇恩諾因德。
莉莉絲／莉莉謝拉·佛納·修普諾艾爾
小說第六卷正式登場。女性夢魔族，全名「莉莉謝拉·佛納·修普諾艾爾」，繼承東方島國流卡翁神器「幽世鏡」的王家「修普諾艾爾家族」的第一公主，瑟菲（賽爾菲）與黑花的朋友。能夠進入指定對象的夢中、藉由夢境窺視特定的人事物、編造夢境。相當介意自己的身材，喜歡泡澡。對於瑟菲（賽爾菲）擅自離家出走久歸一事頗為生氣，但同時為自己未能在黑花的家庭遭遇不幸時幫助她感到愧疚。在全大陸亞人種長老會議負責接待教會代表，和瑟菲（賽爾菲）、黑花重逢，帶領薩岡等人進入會場，說明銀眼之王和馬加錫亞的過往，懇求薩岡延續三大王家與馬加錫亞的盟約，運用「幽世鏡」幫助薩岡等人破除實體化成黑龍的詛咒。事後作為交換條件成為薩岡的部屬，擔任薩岡等人與流卡翁之間的聯繫者。
初期不擅料理，但在薩岡的城堡參與勞動和透過瑟菲（賽爾菲）指導，已經能夠做出一定水準的菜色，也會積極處理城堡的家務。向薩岡透露自己在夢境窺見的可疑場所後，被薩岡指示運用夢境調查。小說第十一卷為了幫助薩岡、涅菲莉亞舒緩心情編造夢境，但在夢境裡為了救遭「阿撒茲勒」襲擊的魔王佛爾卡斯，被帶往接近世界外側的結界邊緣，獲得薩岡等人的協助返回現實，被佛爾卡斯告白。小說第十三卷薩岡等人對抗謝利康與比夫龍的戰役期間，協助拉菲爾鎮守奇恩諾因德。
暱稱莉莉絲取自聖經裡亞當的首任妻子莉莉絲。
沙克斯
小說第八卷正式登場。25歲的男性人類魔術師，外型不修邊幅，身材高挑但有駝背。稱呼薩岡「老大」。個性機智善於應變，卻有著極差的洞察力跟運氣，其施展治癒魔術的水準被薩岡評為「能列為大陸前五位的醫療魔術專家」。效力於薩岡，深受孩子們歡迎，與巴爾巴洛士是熟交。過去曾經是魔王之一「虎王」謝利康的徒弟，五年前的「獵殺稀有種」事件因為聽信巧言導致黑花的故鄉遭受毀滅，及時救出當時的黑花，為了贖罪開始學習治癒魔術，加著不認同謝利康的作法選擇離開他，向時任魔王馬加錫亞投誠，參與肅清謝利康的行動。曾經在比夫龍利用喀邁拉造成教會的騎士團傷亡期間，幫助薩岡等人和教會治癒傷患，被薩岡安排在教會協助謝絲緹等人。
「亞榭爾·伊梅拉」節慶期間向巴爾巴洛士透露「天使獵人」謝利康曾在五年前獵殺稀有種族的事蹟，偶然救了黑貓型態的黑花，為了當年滅村的事件向黑花請罪獲得她的寬恕，此後雙方頻繁往來，與黑花互生好感，但同時經常遭拉菲爾特意鎖定狙擊。在涅菲莉亞經由歐利昂（泰塔妮雅）指導進行魔法啟蒙期間跟著見習，經由薩岡推薦成為遞補的新任「魔王」。
涅芙特洛絲變成「天使」型態攻擊薩岡等人時，負責醫治重傷的理查。薩岡等人對抗謝利康與比夫龍的戰役期間，被薩岡指派負責治療傷患，偕同黑花擊敗被謝利康復活的米夏埃爾·德克邁亞（安德列亞爾弗斯），繼承後者的魔王印記，事後承襲謝利康的稱號成為新任「虎王」，跟隨米夏埃爾·德克邁亞（安德列亞爾弗斯）學習魔術。
蒂克希亞＆阿麗絲泰爾
小說第九卷登場。故事前期是謝利康的手下（使魔），身材矮小的金髮雙胞胎姊妹魔術師，容貌和莉賽特相仿。蒂克希亞個性容易激動，擅用魔術；阿麗絲泰爾性情冷靜淡漠，武器是偃月刀沙姆希尔弯刀，五年前參與「獵殺稀有種」行動、造成黑花失去視力。
奉命潛入聖都的寶物庫找出「阿撒兹勒之杖」，將基尼亞斯二世和奧伯龍轉移至荒野，但因為奧伯龍啟動寶物庫的陷阱受困三天，脫離陷阱兼將基尼亞斯二世傳送至聖都的街上。與薩岡等人和教會成員交戰重傷，被謝利康帶回本營修復。前往奇恩諾因德偵察期間被恢復視力的黑花擊退，撤退時遭遇黑影襲擊，與薩岡、艾謝拉短暫交鋒後被比夫龍救回本營。蒂克希亞因為察覺比夫龍將阿麗絲泰爾變成肉塊，為逃離比夫龍遭瓦爾欽、阿修羅、巴托追蹤，被瓦爾欽施暴時獲得黑花與沙克斯救援，請求解救阿麗絲泰爾，以透露謝利康所有情報的代價，換取薩岡的庇護。在小說第十三卷帶領薩岡前往謝利康的本營，挺身反抗謝利康，在薩岡施展「祈甲」治癒阿麗絲泰爾的身軀與指點她開啟「通道」後，成功救活阿麗絲泰爾。事後姊妹倆被薩岡收留成為瓦雷法爾的侍從。
利维坦＆贝赫莫特
小說第十三卷正式登場。曾被邀请至比夫龙的夜宴，并在和「泥状魔神」的战斗中幸存，效命於薩岡的魔术师搭擋兼情侶。過去因為遭受詛咒，導致雙方的容貌異變，成為魔術師後耗費499年尋求解除詛咒的方式。在變成怪物時的期間會失去自我和語言。利维坦是擅長「咒歌」的藍長髮人魚族少女，白晝時能化身成海龍；贝赫莫特則是紅眼青年，夜晚時能變成野獸。薩岡等人對抗對抗謝利康與比夫龍的戰役期間，被薩岡指派支援巴尔巴洛士，協助瓦雷法爾對抗屍龍化的「賢龍」奧羅巴斯。
兩者的名字分別取自聖經裡的巨怪利維坦與惡魔貝赫莫特。

### 魔術師
薩岡
詳參#主角
瓦雷法爾
詳參#親友相關
巴爾巴洛士
詳參#親友相關
戈梅利
詳參#從屬相關
錫蒙力
詳參#從屬相關
涅芙特洛絲
詳參#親友相關
馬加錫亞
詳參#親友相關
歐利昂
十三名「魔王」之一，稱號「災禍」，擁有運用疾病魔術的能力。數百年前與泰塔妮雅交戰敗北，被泰塔妮雅借用其名稱在世間活動。
比夫龍
十三名「魔王」之一，外型是身材矮小、擁有中性外表的人類魔術師，成為魔王的資歷為三百年。性情惡劣扭曲，喜歡以見識他人厭惡和痛苦為樂，但也會讚許將魔術改良發展的對象，是造成涅菲莉亞的故鄉北方聖地毀滅的罪魁禍首、第十三把聖劍「阿撒兹勒」的持有者，同時是遴選魔王事件為薩岡投下贊成票的關鍵人物。擁有代表「眼睛」的「魔王印記」，透過自身研究習得接近神靈語的魔術，能夠用魔術將魔力結晶構成身體，知曉神靈語與涅菲莉亞身為貴精靈的秘密。原本因為看中貴精靈的罕見資質，有意將貴精靈收為囊中物，派人襲擊北方聖地，但礙於馬加錫亞捷足先登後逝世、薩岡將涅菲莉亞買下而未能如願。利用涅菲莉亞的毛髮創造出複製人涅芙特洛絲，將涅芙特洛絲視為傀儡和抱持扭曲的愛意。
派遣涅芙特洛絲攻擊薩岡等人，邀請薩岡等人出席在魔神遺骸所在處史福朗基得湖泊舉辦的夜宴，偽裝成人類新手魔術師「尼路」試探薩岡，被薩岡識破身份後向後者透露神靈語、貴精靈、十二聖劍、魔王刻印的秘密，與之交戰期間利用兩個「魔王刻印」持有者的力量，喚起湖泊裡的魔神殘骸之力兼拋棄涅芙特洛絲，被返回身邊的涅芙特洛絲藉著薩岡附在邀請函上的魔術教訓了一頓。為了找回逃跑的涅芙特洛絲，操控喀邁拉陸續襲擊薩岡和教會等人，從中挑撥黑花對榭絲緹等人刀劍相向，在薩岡等人和教會接連消滅創造的喀邁拉們後試圖逃跑，被薩岡摧毀根據點與所有研究實驗素材，自己則被對方在心臟埋入「天磷」施展不得接觸涅芙特洛絲的誓約魔術。
為了解除薩岡施加的魔術和找回涅芙特洛絲，找上謝利康合作。曾經潛入薩岡的城堡領地但被瓦雷法爾逼退，離去前提供改善招式的建言兼為她的招式賜名「天音」。成功解除「天磷」後背棄謝利康，殺害米夏埃爾·德克邁亞 （安德列亞爾弗斯），將阿麗絲泰爾變成肉塊。被艾謝拉威脅時道出讓涅芙特洛絲存活的方式而僥倖脫身。因為當著涅芙特洛絲面前重傷理查、令遭受打擊的涅芙特洛絲變成「天使」型態，意圖攻擊莉賽特時遭蒂克希亞阻止露出破綻，被薩岡趁隙用魔術「天燐」斬斷刻有「魔王印記」的右臂後負傷逃走，向納貝流士囑咐將自己的「魔王印記」交給繼承者，當著涅菲莉亞等人的面前奪走涅芙特洛絲返回研究室，最終將涅芙特洛絲的魂魄移植至「涅芙利姆」完全版複製軀體、為她延續生命，便因為被薩岡的魔術徹底侵蝕身軀，化為沙堆死去。原有的「魔王印記」則由瓦雷法爾繼承。
名字取自所羅門王72柱魔神之一的比夫龍。
「剝臉」
薩岡在小說第一章偶遇，涉及多起女性綁架案的魔術師，因為長期修習需要人臉肌膚才能施展的魔術，導致臉部肌膚變得脆弱。殺害並偽裝成聖騎士團成員邁爾斯，試圖將從屬聖騎士團的榭絲緹剝除臉皮兼非禮對方，被薩岡施展魔術殺死。
安托士
稱號「怨嗟」，巴爾巴洛士的師父。生前曾經是以研究超越肉生的魔術為主的魔術師，但在過程中發現藉由奪舍取得指定對象身軀掌控權的方式後，不但附身於教會的祭司、開始創造提供自己附身的義體成為不死者、盜取流卡翁神器雙劍「天無月」裡司掌「生」的刀為己用，更為了準備施展魔術的奉獻祭品，在所屬根據地架設拷問設施折磨殺害被害人。二十年前被為了追尋失竊的「天無月」的黑花與追查連續命案的拉菲爾討伐，但靈魂藉由脫離義體附身他人身軀存活，被察覺真相的艾謝拉警告不得造次。時隔多年後看中和綁架虐待時年8歲的薩岡，準備將其作為奉獻祭品，結果被薩岡偷學他的運用魔術並反殺，成為薩岡接觸魔術的起因。死後原有的城堡由薩岡繼承，陸續經由薩岡、涅菲莉亞和其他人的整理裝修，拓展出不同的設施。
名字取自所羅門王72柱魔神之一的安托士。
「歐利昂」／泰塔妮雅
詳參#親友相關
德卡拉比亚
已故的獨眼魔術師，收留史黛拉的前強盜，自稱「魔王殺手」。右眼眶鑲著被傳授無限知識的魔術秘寶「王之銀眼」作為義眼。流浪孤兒出身，自幼流落街頭，仰賴行竊、搶奪維生，因為得知「王之銀眼」的存在，為了取得該物件提升魔力展開行動，卻目擊前持有者（安德列亞爾弗斯的部屬，實為谢利康的内奸）被吞噬的場面，以犧牲右眼的代價獲得「王之銀眼」承認取得力量，保障自己和史黛拉的生活，但受到詛咒導致身體和性情異變，開始殘殺街童。被史黛拉撞見殺人現場後，試圖殺害侵犯史黛拉未遂，被目擊此景的薩岡擊敗。過身後「王之銀眼」流傳至史黛拉的手上，成為史黛拉遭受詛咒的起因。死後於小說第十三卷被謝利康以「涅芙利姆」的身份復活參與作戰，與史黛拉交戰的過程遭聖劍刺穿身軀，憶起生前和史黛拉的回憶後安詳逝世。
米夏埃爾·德克邁亞／安德列亞爾弗斯
小說第七卷正式登場，「魔王」之一，號稱為時任十三名魔王裡最強的高龄魔术师。史黛拉的師父，和負責照顧兒時薩岡的馬克為舊識，初代「魔王」之一馬加錫亞的侄子。喜歡抽菸。外觀年齡三十幾歲，但其實擔任魔王的是分身，本尊以「米夏埃爾·德克邁亞」的化名在教會擔任中立派的聖騎士長，取替基尼亞斯成為繼任聖騎士長之首，同時是擁有黑光屬性的聖劍「沙利葉」的持有者，能夠使用神靈魔法減緩時間流動和激活運用聖劍的天使附身型態。擁有代表「肺部」的「魔王印記」。
十幾年前見證史黛拉被聖劍「沙利葉」選為繼任主，接受馬克建議代為保管聖劍，在薩岡參與遴選魔王繼承者事件與馬克發生爭執，投下反對票。收留史黛拉為徒，親自為史黛拉設計抑制「王之銀眼」詛咒效力的眼罩和繃帶，但是分身被遭受「王之銀眼」詛咒趨使的史黛拉背叛殺害而透露薩岡成為新魔王的消息，本尊在乘船期間遭受勇王魚湧起的巨浪波及翻船，和在海灘邊玩樂的薩岡等人與謝絲緹等教會人員碰面，暗中觀看薩岡擊敗史黛拉的經過，因為史黛拉拒絕回到身邊選擇和薩岡交手，透露聖劍實為囚禁天使鑄造、史黛拉遭王之銀眼」詛咒附身的訊息。事後建議薩岡拜其他魔術師為師學習控制魔術，幫助史黛拉治療。
在薩岡與比夫龍闖入聖都寶物庫事件保持中立態度。小說第十卷向薩岡說明馬克的相關經歷和「王之銀眼」流落在外的經過，繼承叔父的遺志決意對抗謝利康，重傷謝利康時遭遇返回本營的比夫龍，遭後者徒手貫穿胸膛致死。被謝利康以「涅芙利姆」的身份復活，砍傷並擄走戈梅利，攻進奇恩諾因德期間被黑花與沙克斯聯手擊敗，由沙克斯繼承其「魔王印記」。戰後接受薩岡的委任，建立收容600名「涅芙利姆」倖存者的城鎮，由瓦雷法爾代為接管「涅芙利姆」，成為沙克斯的師父。
史黛拉
詳參#親友相關
沙克斯
詳參#從屬相關
謝利康
十三名「魔王」之一，稱號「虎王」，種族是稀有的幻獸虎獸人，將知識傾注於武力上的魔術師，成為魔王的資歷為八百年。第二代「魔王」之首莉赛特·但他林的徒弟，锡蒙力的昔日好友兼沙克斯的師父。全盛時期曾經是凌駕在安德列亞爾弗斯之上的第二位，力量凌駕馬加錫亞之上。擁有象徵「記憶」的「魔王印記」。過去與锡蒙力交好時為人慷慨善良，但因為恩師莉賽特被馬加錫亞背叛殺害造成性情驟變，成為魔術師後摧毀锡蒙力的故鄉，要求锡蒙力在復仇與救治戈梅利之間選擇，收取作為代價的魔術「咒爪」。五年前對稀有種族發起獵殺，導致黑花的故鄉家破人亡、沙克斯投奔馬加錫亞旗下，自己遭馬加錫亞等人肅清但僥倖存活。因為施展詛咒的代價，造成四肢麻痺和魔力流動遭破壞，仰賴僕人服侍和輪椅行動。
在「亞榭爾·伊梅拉」節慶當天派出活死人群對抗薩岡等人，但由於艾謝拉、教會介入其中，不但造成活死人全軍覆沒，連自己的根據地也全毀。和比夫龍合作但遭其背叛，被米夏埃爾·德克邁亞 （安德列亞爾弗斯）重傷。為了對抗薩岡等人，復活過去的英雄精銳成為「涅芙利姆」軍團，在小說第十三卷為醫治戈梅利將其石化，被讀取和莉赛特·但他林的記憶，與前來營救戈梅利的锡蒙力重逢，後來與薩岡對峙時遭對方用魔術「天磷·鬼哭驟雨」摧毀大多數的軍隊與分身，咬傷薩岡的右臂，被後者以左手出拳擊穿身軀，最終與莉赛特·但他林轉世的少女莉赛特相談，勉勵莉賽特活下去後安詳離世。過世後由馬加錫亞（馬克）繼承其「魔王印記」，稱號則由沙克斯承襲。
蒂克希亞＆阿麗絲泰爾
詳參#從屬相關。
納貝流士
小說第九卷初次提及，小說第十一卷正式登場，十三名「魔王」之一，男性魔眼族魔術師。擁有象徵「右手」的「魔王印記」，成為魔王的資歷超過六百年，在魔術界的稱號為「魔工」、「魔眼王」。跨性別者，生理是男性但心理是女性，平常習慣用魔眼面具遮掩自己的臉孔，擅於觀察人才，習慣依據利益行事。手藝靈巧，精於製造和修繕魔術物品，是當代唯一能精制秘銀的魔術師。少數知道馬加錫亞即為「馬克」的對象。
受艾謝拉的委託協助修復「天使獵人」，收取後者持有的「天使獵人」「馬爾杜克II」作為酬勞。為了物色候補人選遞補魔王職位空缺，親自拜訪薩岡，告知佛爾卡斯越過艾謝拉看守的「魔神」結界的訊息，提出「為薩岡訂製贈與涅菲莉亞的結婚戒指」的交換條件，換取薩岡協助救回佛爾卡斯。奇恩诺因德戰役期間暗地接受比夫龍囑託「魔王印記」的傳承事宜，事後會晤馬加錫亞（馬克），交付訂製的眼鏡給對方，接受涅芙莉亞的委託特製可化為秘銀手指虎「索納」的魔法銀戒指，由涅芙莉亞贈與薩岡，對於艾謝拉委任製造秘銀西洋棋作為給薩岡的贈禮頗有微詞。
名字取自所羅門王72柱魔神之一的納貝流士。
佛爾卡斯
詳參#親友相關
卡欧·来宁
小說第十卷初次提及，稱號「潔癖」，為魔術界開發家事魔術的和衛浴用品專業人物。
《黃金卿》菲尼克斯
初登場於小說第18卷。13魔王之一，是不死之身。其真實身份是掌控火焰的不死鳥，恐怕活了超過數萬年。渴望死亡，並花了數萬年光陰追求死亡，與利維他們是舊交，並由他們得知薩岡可能有辦法殺死自己於是動身見薩岡。再與薩岡的戰鬥中被阿斯摩太介入，菲尼克斯最終被薩岡的《天燐•一刀》擦傷，並在復活後發現傷口未消失於是確認薩岡有辦法殺死自己於是宣示願將自己的一切奉獻給薩岡，稱薩岡是自己的死亡。她同時也是《英雄魔術》體系的創始人，但因為後人的濫用而被冠上活祭品魔術的名稱，她對此感到不滿。
莉赛特·但他林
小說第十三卷謝利康的回憶中登場，初代「魔王」之一馬加錫亞的親傳弟子，第二代「魔王」之首，謝利康的師父。抱持理想主義，主張魔术师與圣骑士共存合作、建立和平世界。过去是無處可歸的街童，被馬加錫亞收為徒弟，曾經制伏攻擊附近村落的謝利康，指導魔術師們有關「神魔战争」、魔术师與圣骑士攜手重建世界的歷史，給予謝利康攸關愛人與助人的啟示。後來為了調查魔術師和聖騎士遇害的事件，却遭马加锡亚背叛殺害，死前要求謝利康吃掉自己的身體以吸收魔力，成為魔术师和圣骑士展開對立的起因。
過身後轉世為街童少女「莉赛特」，保有前世的記憶，在謝利康被薩岡重傷後，與謝利康相認。
利维坦&贝赫莫特
詳參#從屬相關。
亞米，歐賽，蓋因，拜恩，羅諾比，佛拉斯，比利士，艾尼，布涅，因波斯
小說第十三卷初登場，和馬加錫亞同期的初代「魔王」們，被謝利康以「涅芙利姆」的身份復活，對抗薩岡和路西奧。
格雷希亞拉波斯
小說第十五卷正式登場，十三名「魔王」之一，在魔術界的稱號為「殺人卿狂」。外型是個初老紳士，喜愛生命、以折磨虐待被害者為樂的愉快犯，擅使咒刀和流卡翁的劍技。是比夫龍的至交。被薩岡鎖定為殲滅對象。年輕時期曾以成為聖騎士為志業，未成為聖劍騎士但被封為「劍聖拉波斯」。初登場時重傷阿斯摩太。
阿斯摩太／「莉莉」
小說第十五卷正式登場，十三名「魔王」之一，在魔術界的稱號為「搜集士」。外型是蓄著銀色長髮、擁有五芒星瞳孔的堇色雙眼的寶石族少女，個性小氣貪財且討厭人類，以蒐集財物、稀有物品、魔術為樂，和歐利昂、佛爾卡斯合拍。本名「莉莉」，和希望建立庇護寶石族的王國而精修魔術的姊姊感情甚篤，但由於寶石族天生長有俱備魔力的晶石遭受覬覦，在見識族人被追獵、姊姊為保護她犧牲後，為了向奪取輝煌石（寶石族的生命核石）的人們復仇而成為魔術師。
初登場時受馬加錫亞雇用盜取魔杖「墨丘利」，刻意和格雷希亞拉波斯發生衝突，造成湖畔之城帕拉林尼亞被摧毀。被瓦雷法爾救回後，因為核石被破壞喪失記憶，以「莉莉」的身份和薩岡等人交流，被格雷希亞拉波斯襲擊，恢復記憶後為了取得輝煌石鎖定聖都的寶物庫，被瓦雷法爾制止展開決戰期間循序引導她，反讓瓦雷法爾領會運用操控年齡的魔術，從拉菲爾的手裡取得輝煌石兼透露馬加錫亞的情報。
名字「阿斯摩太」取自取自所羅門王72柱魔神之一的阿斯摩太。本名「莉莉」在英語裡為百合花的意思。
埃力格
小說第十五卷正式登場，十三名「魔王」之一，在魔術界的稱號為「觀星卿」。外型是年約25歲的女性，習慣用編入咒言的咒符遮蓋雙眼，擅長占卜。
威沛
巴爾巴洛士的朋友，因為外型陰柔時常被誤認成女性，其實是男兒身，被誤認成女性時會很生氣。為人冷靜細心，在巴爾巴洛士追求榭絲緹時給予不少幫助。

### 教會
榭絲緹·利奎斯特
詳參#親友相關
拉菲爾·休蘭德
詳參#從屬相關
蒼天三騎士
榭絲緹的三名男性部屬，分別是擅用大盾和擅長料理的賴安、持槍的托列斯、精於長劍且實力僅次於榭絲緹的阿爾弗雷德。三者為自幼一起成長的朋友，思維不甚聰明但忠於榭絲緹。在葛萊威爾指名監視榭絲緹期間，因為察覺葛萊威爾用意險惡而故意怠慢職責，造成葛萊威爾陷害榭絲緹的計劃受阻。薩岡評價三者為「蒼天三傻」。後晉升為奇恩诺因德圣骑士团最精锐的部队。薩岡等人對抗對抗謝利康與比夫龍的戰役期間，協助拉菲爾鎮守奇恩诺因德。
葛萊威爾
故事初期的時任教會最高領導者樞機卿，榭絲緹的直屬長官，被榭絲緹尊稱「葛萊威爾上人」。平常談吐溫和，重視且袒護手下，其實是為達目的不擇手段的男人，多度設計暗殺教會裡不符合其心意的聖騎士，視魔術師為邪惡且必須殲滅的敵人。發布命令殲滅犯下多起綁架案的魔術師與討伐薩岡，因為得知榭絲緹為了報答薩岡的救命恩情特意放過對方，下令無限期凍結榭絲緹的騎士長權限，在拉菲爾找上榭絲緹時假裝為她執言，暗地設局試圖除掉榭絲緹，最終被發現其真實意圖的拉菲爾殺死。事後分別被阿爾弗雷德和榭絲緹指出與教會的黑機關「阿撒茲勒」有所關聯。
黑花·艾德海蒂
詳參#親友相關
庫
詳參#親友相關
理查·法拉瑪拉基
詳參#親友相關
史黛拉·德克邁亞
詳參#親友相關
莉賽特
小說第八卷正式登場，奇恩諾因德當地的流浪女街童，其實是謝利康的恩師「莉賽特·但他林」的轉世。曾經和其他街童被薩岡傳授基本防身技巧、委託尋找馬克和史黛拉的下落。在遭遇危險時獲得史黛拉解危，跟著她光顧涅菲莉亞等人打工的酒館，亦跟著史黛拉出席薩岡等人舉辦的「亞榭爾·伊梅拉」節慶宴會。後來跟隨史黛拉加入教會，被捲入薩岡等人、比夫龍、變成「天使型態」的涅芙特洛絲之間的戰鬥，奇恩诺因德守衛戰期間憑藉前世的記憶，抵達謝利康的所在處與之重逢道別。
謝利康與比夫龍死後，選擇回到教會，小說第十五卷經由史黛拉的保護，就讀聖都拉結爾的學校。
基尼亞斯·卡拉哈特
前任聖騎士長之首，前任聖劍「拉結爾」持有者，生前認真盡責，重視家人。在偕同贤龙奥罗巴斯、魔王和眾多圣骑士和魔术师對抗魔族的戰鬥中陣亡。被米夏埃爾取替。於小說第十三卷被謝利康以「涅芙利姆」的身份復活參與作戰，與兒子基尼亞斯·卡拉哈特二世展開對決不敵敗北，死前肯定兒子的成長並以其為榮。
米夏埃爾·德克邁亞
詳參#魔術師。
加里埃寧
小說第九卷登場，教會的聖騎士長之一，年近四十歲，身形魁梧。反對共生派，蔑視榭絲緹，對於拉菲爾敗給魔術師感到憤怒。
瓦爾坎
小說第九卷登場，教會的聖騎士長之一，成為聖騎士長的資歷為十年，為榭絲緹已故兄長希尔维斯提的時任上司，視榭絲緹為妹妹。持有聖劍「卡麥爾」。阿修羅與巴托評價他「行跡可疑，會棄同伴生死於不顧」。五年前所屬的聖騎士中隊在「獵殺稀有種」事件遭遇謝利康，包含希尔维斯提在內的成員全軍覆沒，自己則透過交出教會的情報和允許對方便宜行事的交換條件保住一命，造成教會直屬特務機關「阿撒兹勒」遭受殲滅。時隔五年後被謝利康要脅合作，合謀孤立榭絲緹，對於寶物庫遭薩岡與比夫龍破壞、拉菲爾服侍薩岡感到氣憤，獨自行動時被巴爾巴洛士操縱其聖劍刺傷和威脅不得造次，在巴爾巴洛士的要求下透露榭絲緹的相關個人細節。
小說第十二卷對謝利康的部屬蒂克希亚施暴，被黑花制止後與她展開對決，被斬斷右手，最終在情緒激動的狀態揚言殺害包含黑花、薩岡、榭絲緹在內的所有人，造成失血過多致死。事後「卡麥爾」被基尼亞斯·卡拉哈特二世回收給教會，被艾謝拉暗中盜走，由理查繼承持有權。
希尔维斯提·利奎斯特
名字於小說第九卷正式提及，瓦爾坎的前任副官，榭絲緹的兄長。五年前與其他聖騎士隊員死在謝利康的手上。
哈特寧
小說第九卷正式登場，教會的聖騎士之一，持有聖劍「薩基爾」，個性沉默寡言。在寶物庫遭薩岡與比夫龍破壞、拉菲爾揭曉服侍薩岡的實情、比夫龍趁隙逃跑後，因為不滿榭絲緹維護薩岡的立場，對試圖維護薩岡的榭絲緹刀劍相向，後來被出面保護榭絲緹的史黛拉制伏。
阿爾沃·尤蒂萊甯（兄）＆尤利烏斯·尤蒂萊甯（弟）
小說第九卷正式登場，教會的聖騎士長兄弟二人組。阿爾沃的登場年齡為20歲，持有聖劍是操控寒氣的「聖德芬」；尤利烏斯的登場年齡為17歲，持有聖劍是釋放流水的「加百列」。原先不認同「共生派」的理念，寶物庫遭薩岡與比夫龍破壞、拉菲爾揭露服侍薩岡的實情後，出面迎戰薩岡但不敵敗北，因為薩岡委託涅菲莉亞治療阿爾沃，讓尤利烏斯為此投降。事後兄弟倆接受涅菲莉亞的治療，立場也逐漸傾向「共生派」。小說第十三卷薩岡等人對抗對抗謝利康與比夫龍的戰役期間，宣布加入「共生派」，協助拉菲爾鎮守奇恩诺因德。
基尼亞斯·卡拉哈特二世
小說第九卷正式登場，教會的聖騎士長之一，基尼亞斯·卡拉哈特的兒子。特徵是褐髮綠眼的13歲少年。管理現任聖騎士長的領導者，和榭絲緹並列史上最年少的聖騎士長。繼承原為父親持有、能釋放颶風的聖劍「拉結爾」。個性富原則性，但有時候會不知變通和容易受騙。
原本因為獲知謝利康與比夫龍合作的情報，和偽裝成教會技師奧伯龍的歐利昂（泰坦妮雅）介入調查，但在兩者在遭遇謝利康的手下展開對戰期間，被對方傳送卡达夫尼亚荒野受困三天，回城期間獲得薩岡與涅菲莉亞同意共乘馬車返回聖都。因為聽信薩岡的說詞而引領他至寶物庫，為了負起責任，和薩岡對決敗北，及時因為奧伯龍介入對決，趁隙造成薩岡輕傷。事件落幕後與史黛拉切磋，請求史黛拉傳授作戰技巧，對她產生好感。在薩岡為了慶祝涅菲莉亞的生日構思計畫時志願協助對方，與薩岡化解隔閡，將瓦爾欽的聖劍回收。涅芙特洛絲變成變成「天使」型態攻擊薩岡等人時，負責支援薩岡。小說第十三卷薩岡等人對抗對抗謝利康與比夫龍的戰役期間，協助拉菲爾鎮守奇恩诺因德。
奧伯龍
教會負責製造聖騎士盔甲和祭祀器具的技師兼聖騎士，真實身份為歐利昂（泰坦妮雅），詳參#親友相關
瑞秋
小說第十五卷正式登場。教會的見習修女，負責服侍榭絲緹，和戈梅利意氣相投。看好榭絲緹和巴爾巴洛士的戀情。在漫畫版外傳《身為損友的我實在對廢物騎士看不下去了，該如何照顧她？》裡設定為理查的妹妹。

### 其他
奧羅巴斯
活了上千年的龍族，瓦雷法爾的已故父親，馬加錫亞生前的盟友，根據艾謝拉的形容是個性嚴格、指導無依靠與渴望復仇的孩子們作戰的存在。因為擁有豐富的智慧引領瓦雷法爾和人類，被尊稱為「賢龍」。生前曾和銀眼之王路西奧陸續平定異形之神、馬爾巴斯的禍亂，由於在該場戰鬥中將世界之力消耗殆盡，為了保住其他魔王和還能繼續成長的年輕聖騎士長們，迫使開始失去力量的馬加錫亞和已過全盛時期的聖騎士長們展開行動。與拉菲爾共謀討伐魔族，以犧牲自己生命的代價獲得勝利。事後拉菲爾飲用其血液獲得迅速治癒傷勢的能力，繼承其遺志成立「共生派」。小說第十三卷被謝利康以屍龍的身份復活參與作戰，對戰利維坦、貝赫莫特、瓦雷法爾、拉菲爾、佛爾卡斯、尤蒂萊甯兄弟、史黛拉、艾謝拉，最終被經由艾謝拉引導的瓦雷法爾使用破滅之力殲滅。
馬爾巴斯
一千年前的黑龍，銀眼之王路西奧的昔日戰友，受過往的戰爭影響變得只能從戰鬥中感到喜悅。在銀眼之王打倒異形之神後不久，摧殘流卡翁致其陷入混亂，一年後和銀眼之王展開三天三夜的對決，詛咒銀眼之王將其變成野獸。最終再度和銀眼之王、奧羅巴斯展開七天七夜的對決，敗在兩者的手上，死前感謝銀眼之王制止牠的行動。
緋美花·艾德海蒂
拉菲爾的昔日戀人，女性貓妖精，黑花的母親兼前任流卡翁神器雙劍「天無月」持有者。故人。個性樂善好施但對敵人無情。過去為了追殺偷走「天無月」裡司掌「生」的刀，追殺魔術師兼破壞對方的持有刀劍（後揭露被襲擊者為安托士控制的人士），被教會稱作「狩刀者」。在旅途中借乘商隊馬車時因為遭遇襲擊損失財富，在旅館兼差賺取收入，進行調查時遇上同樣追查此事的拉菲爾並與之過招，後由於拉菲爾投宿於工作的旅店、在互動過程認出她正是「狩刀者」的身份，向拉菲爾吐露原委，兩者合作擊潰安托士並奪回被竊走的「天無月」，以此機緣成為戀人。
因為身為流卡翁王室家族的長女需要傳宗接代，與拉菲爾別離，返鄉生下黑花，在五年前的「獵殺稀有種」事件為了保護黑花而犧牲。在小說第七卷因為「亞榭爾·伊梅拉」節慶當天生死界線不明的魔力特性，被謝利康召喚出來成為活死人群的一員，被黑花擊敗。最終沙克斯藉由播映記憶的魔術，讓雙目失明的黑花在腦海看見緋美花的面容，緋美花則在向黑花道別後消逝。
阿撒茲勒
小說第十一卷正式登場，存在於世界外側與「魔神」結界之間的強大存在，眼淚能夠生出數隻魔族，其夢境的危險性連夢魔族也難以應付，能讓接觸者的肉體與精神遭受侵蝕崩壞。一千年前阿修羅仍在生的時代，被視為「神明」般的存在，但後來被銀眼之王斬殺，個體分裂成神明的本體與化成聖劍（天劍）「阿撒茲勒」（亦即黑花持有的流卡翁神器「天無月」），同時對銀眼之王施加詛咒。在薩岡為營救莉莉絲、佛爾卡斯而進入夢境期間現身襲擊三者，但被薩岡、莉莉絲、佛爾卡斯、艾謝拉連同在現實的涅菲莉亞、瑟菲（賽爾菲）、納貝流士、法兒聯手擊退。
巴托
小說第十二卷正式登場，稱號「千里眼」，千年前的英雄「銀眼之王」的軍事。外型是有著細縫狀雙眼，經常面帶微笑的文雅青年劍士，持有俱備天使力量的「咒劍」。為求作戰勝利，會特意犧牲部下。生前所處年代晚於阿修羅二、三十年，是建議马加锡亚將萨冈當成活祭品的人物。在艾謝拉（亞榭）仍在生時戰死。忠於馬加錫亞。
時隔一千年後，以謝利康作為再现「阿撒兹勒」的媒介「涅芙利姆」兼手下的身份現身，奉命監視瓦尔坎和捉拿謝利康的部屬，襲擊沙克斯和黑花，從後兩者的對話獲知千年間的變化，幫助阿修羅整理分析情勢。在涅芙特洛絲變成「天使」型態攻擊薩岡等人時，負責支援薩岡。與艾謝拉（亞榭）重逢後親自向她請罪。薩岡等人對抗對抗謝利康與比夫龍的戰役期間，留守奇恩諾因德。
聖玖·坎諾
小說第十三卷正式登場，享年三十五歲的〈涅芙利姆〉師團副師團長。生前是銀軍百人隊長，被加萊爾當成作戰棄子犧牲。死後被謝利康以「涅芙利姆」的身份復活參與作戰，被埋伏襲擊本營的巴爾巴洛士斬首。
加萊爾
小說第十三卷正式登場，〈涅芙利姆〉師團的師團長。重視部下。生前在第二次對抗「阿撒兹勒」的戰爭見證兩位銀眼之王的逝世，在第三次戰爭中與巴托犧牲。死後被謝利康以「涅芙利姆」的身份復活參與作戰，被埋伏襲擊本營的巴爾巴洛士斬首。
朱羅
小說第十五卷正式登場，已滅絕的寶石族的少年。族人因為天生長有像是寶石般、擁有強大魔力的結晶，遭受迫害滅絕。在薩岡對抗謝利康與比夫龍的戰役期間，以「涅芙利姆」的身份復活參戰，事後連同其他「涅芙利姆」被安置在瓦雷法爾接手管轄的倖存者村落。在瓦雷法爾巡視村落期間，宣示效忠瓦雷法爾，出於同族關愛，請求瓦雷法爾救治重傷的阿斯摩太。
旁白（聲：森川智之）

## 用語
| 用語          | 簡介 |
| ------------- | --- |
| 魔術師        | 本作登場的特殊人群之一，畢生研究魔術，以超越人類為目標。魔術師可駕馭自己的肉身，避開病痛與衰老（但仍需要飲食和睡眠維生），延長壽命的極限最長為1000歲，同時可施展各類魔術用於日常生活、戰鬥等用途。窮盡魔術的魔術師王者則被稱作「魔王」，擁有此稱號的魔術師，可藉由封印魔神遺骸（原初的魔王）的「魔王刻印」獲得強大的魔力，使喚位階比自己低的魔術師，還有賜與其他魔術師稱號的資格，但是過分仰賴「魔王刻印」有被反噬己身的風險。魔術師年滿18歲且具備相當實力時，可經由魔王取稱號，做為實力的證明。因為習慣置他人生死於度外，與教會對立。少部份魔術師則是透過先祖返（隔代遺傳）獲得魔術師的魔力與祖先的詛咒。 |
| 種族          | 本作世界觀裡登場的智慧種族，人類以外的智慧種族則通稱「亞人種」，大陸上會定期舉辦集合全大陸亞人種代表召開的特殊會議「大陸種族長老會議（全大陸亞人族會議）」，擬訂策略幫助瀕臨滅亡的稀少種族延續，而且會議上的決議適用於全大陸的亞人種。已知種族如下： - 人類：本作世界觀裡最普遍的種族。 - 精靈族：本作登場的稀有異種族之一，特徵是尖長的雙耳，是繼承古代眾神血脈、接近神與精魂的種族。其中最接近純血的個體被稱作「貴精靈」，能透過祈願發動魔法，在族裡是罕見且俱備強大能力的存在，但因為血脈交雜，造成「貴精靈」已經幾近滅絕，更出現半精靈的混血種。經常成為各方人士覬覦的目標。 - 矮人族：本作登場的異種族之一，身高較人類矮。 - 獸人族：本作登場的異種族之一，擁有野獸外型的半人半獸種族，能夠在獸人型與獸型之間轉換姿態。 - 翼人族：本作登場的異種族之一，外型和人類相仿，但背後長著可飛行的雙翼。 - 魔人族：本作登場的稀有異種族之一，特徵是頭部的犄角。稀有程度僅次於精靈，以魔力強大著稱。擁有不分性別魅惑他人的特殊能力，為夢魔族的始祖。 - 龍族：本作登場的稀有異種族之一，可以在人型與龍型之間變化，壽命最長可到一萬年。擁有對咒術與魔術的抵抗力。因為龍肉、龍血等身體部位擁有強化食用者能力的特性，所以幼龍常成為外人覬覦的目標。 - 人魚族：本作登場的稀有異種族之一，上半身是人形，但是耳朵呈現魚鰭狀，下半身則是魚尾。族人主要棲息地為海洋，擅長游泳與歌唱，魚尾處於乾燥的狀態可變成雙足行動，反之則會恢復魚尾型態。擁有可以操控海流與讓指定對象進行水下呼吸的能力。 - 夢魔族：本作登場的異種族之一，特徵是長有頭角和蝙蝠翅膀，擁有進入指定對象夢境、透過夢境窺視人事物和攝取指定對象的精氣、編造夢境的能力。 - 貓妖精：妖精族的其中一個支系，魔力和人魚族、夢魔處於伯仲之間。可以在人型與貓型態之間變化，擁有將不幸轉換成好運、為看見他們容貌的對象帶來幸福的能力。 - 夜之一族（吸血鬼）：本作登場的異種族之一，往生者轉化而成，沒有魔力供給也能存活的最高階不死系種族。凡是藉由魔術超越肉體、飲用神聖生物的血液、被當成活祭品但未殞命者、被其吸血者皆會轉化為該種族。仰賴吸血維持生命，但因為保有味覺，能和普通人一樣進食。可化身成霧或是蝙蝠群，弱點是身體被破壞便無法行動和無法橫渡流動的水面，真祖（始祖）除外的族人不耐陽光。雖然肉身不死但靈魂仍有大限，失去容器之後便會消失，需要相隔數十年甚至數百年才能再度出現在世界上。 - 一角族（寶石種）：本作登場的異種族之一，妖精族的分支族系，額頭長有水晶般的尖角，俱備強悍的魔力。 - 魔族：本作登場的異種族之一，被視為具威脅性的存在，領導者被稱作「魔神」。 - 魔眼族：本作登場的異種族之一，外型似人，真身是球根状身体配上巨大眼睛、长有无数触手的异形魔物。擁有不同異能屬性的魔眼。 - 天使：本作登場的異種族之一，外型似人、但背後長有魔力結晶形成的「咒翼」。被破壞咒翼會大幅削減力量。 - 守望者之民：本作登場的異種族之一，被天使創造作為道具的種族。外型和人類無異，但受天使限制意識與行動。少數個體擁有獨立的意識與行動力，與天使為敵。 - 寶石族：本作登場的異種族之一，族人天生長有像寶石般且俱備魔力的晶石。已被迫害滅絕。 |
| 涅芙利姆      | 生前是英雄或特定領域的精銳，經由魔術復活後的生命體，雖然擁有生前時期的外型、個性、相關記憶、知識和技能，本質仍和本體有異。 |
| 地理          | 本作登場的重要國家、地區如下 - 奇恩諾因德：本作重要的貿易都市，人口眾多，從日常民生用品乃至於非法交易的買賣常集中此處。薩岡等人主要居住活動的城市。 - 海都亞特拉斯提亞：遠離大陸的海底都市，位于大陸與流卡翁之間的海域，在本作中為大陸異種族長老會議的會場。後來被薩岡歸為旗下管轄領地。 - 聖都拉結爾：教會主要根據地。 - 奧羅西歐：礦山都市，表面隸屬教會之下，但由於許多魔術師在此採集高價礦石，成為教會和魔術師界線不明的都市。 - 帕拉林尼亞：座落大陸最大的湖泊史福朗基得週圍，因為地面下沈導致大半街道沈入水中而衰敗的湖畔城市。小說第十五卷裡被摧毀。 |
| 教會          | 本作登場的信仰組織，信奉唯一真神，兼具避難所功能，所屬城市的民眾需要向教會繳納奉獻金。負責作戰的成員通稱「聖騎士」，能藉由穿上「洗禮鎧甲」而獲得不輸魔術師的體能。教會保管著十二把曾用於斬殺魔神、屬性各異且會自行選擇持有者的聖劍，被聖劍選上的成員則被稱作「聖劍騎士」。教會內部分成主張與魔術師和平共處的「共生派」、主張殲滅所有魔術師的「反共生派」，還有不介入「共生派」與「反共生派」的中立派系。 |
| 神靈語        | 古代眾神的語言，擁有高等的力量，包含教會持有的聖劍的銘文、封印魔神殘骸的「魔王刻印」皆由該語言編寫而成，僅有少數對象能夠解讀神靈語和使用它施展「神靈魔術」、「神靈魔法」。 |
| 亞榭爾·伊梅拉 | 本作大陸的教會節日，為教會頌贊的無名神之妹的名字、同時是世界唯一一個自死亡複蘇的少女複活祭。人們在節慶當天會贈禮給心儀的對象，但同時因為魔力波動的影響，死者與生者間的境界會在當天變得曖昧，造成許多往生者在當天重返人間。 |

## 出版書籍

### 小說
| 冊數 | Hobby Japan    | Hobby Japan                                                   | 東立出版社                 | 東立出版社                                                  |
| 冊數 | 發售日期       | ISBN                                                          | 發售日期                   | ISBN                                                        |
| ---- | -------------- | ------------------------------------------------------------- | -------------------------- | ----------------------------------------------------------- |
| 1    | 2017年2月1日   | ISBN 978-4-79-861381-9                                        | 2018年1月10日              | ISBN 471-094-555-442-6（首刷限定版） ISBN 978-957-26-0367-3 |
| 2    | 2017年6月1日   | ISBN 978-4-79-861460-1                                        | 2018年6月25日 2018年8月8日 | ISBN 471-094-555-580-5（首刷限定版） ISBN 978-957-26-1172-2 |
| 3    | 2017年9月1日   | ISBN 978-4-79-861517-2                                        | 2018年10月25日             | ISBN 471-094-555-753-3（首刷限定版）                        |
| 4    | 2017年12月29日 | ISBN 978-4-79-861584-4                                        | 2018年12月10日             | ISBN 471-094-555-780-9（首刷限定版）                        |
| 5    | 2018年3月31日  | ISBN 978-4-79-861678-0                                        | 2019年2月27日              | ISBN 471-094-555-914-8（首刷限定版）                        |
| 6    | 2018年8月1日   | ISBN 978-4-79-861723-7                                        | 2019年4月25日              | ISBN 471-094-555-947-6（首刷限定版）                        |
| 7    | 2018年12月1日  | ISBN 978-4-79-861820-3                                        | 2019年9月23日              | ISBN 471-094-556-012-0（首刷限定版）                        |
| 8    | 2019年4月1日   | ISBN 978-4-79-861906-4                                        | 2019年11月28日             | ISBN 471-094-556-142-4（首刷限定版）                        |
| 9    | 2019年8月31日  | ISBN 978-4-79-861997-2                                        | 2020年3月30日              | ISBN 471-060-104-129-1（首刷限定版）                        |
| 10   | 2020年2月1日   | ISBN 978-4-79-862078-7（廣播CD特裝版） ISBN 978-4-79-862121-0 | 2020年6月22日              | ISBN 471-060-104-262-5（首刷限定版）                        |
| 11   | 2020年8月1日   | ISBN 978-4-79-862230-9                                        | 2020年11月19日             | ISBN 471-060-104-373-8（首刷限定版）                        |
| 12   | 2021年4月1日   | ISBN 978-4-79-862394-8                                        | 2021年7月16日              | ISBN 978-957-267-047-7（首刷限定版）                        |
| 13   | 2021年9月1日   | ISBN 978-4-79-862577-5                                        | 2021年12月13日             | ISBN 978-957-268-188-6（首刷限定版）                        |
| 14   | 2021年12月28日 | ISBN 978-4-79-862703-8                                        | 2022年4月11日              | ISBN 978-957-268-922-6                                      |
| 15   | 2022年6月1日   | ISBN 978-4-79-862829-5                                        | 2022年10月13日             | ISBN 978-626-718-639-8                                      |
| 16   | 2022年11月1日  | ISBN 978-4-79-862985-8                                        | 2023年3月20日              | ISBN 978-626-360-077-5                                      |
| 17   | 2023年8月1日   | ISBN 978-4-79-863243-8                                        | 2024年6月24日              | ISBN 978-626-020-108-1                                      |
| 18   | 2024年4月1日   | ISBN 978-4-7986-3501-9                                        | 2025年4月17日              | ISBN 978-626-022-234-5                                      |
| 19   | 2024年12月27日 | ISBN 978-4-7986-3726-6                                        |                            |                                                             |
| 20   | 2025年7月1日   | ISBN 978-4-7986-3888-1                                        |                            |                                                             |

### 漫畫
| 冊數 | Hobby Japan   | Hobby Japan                                             | 東立出版社    | 東立出版社             |
| 冊數 | 發售日期      | ISBN                                                    | 發售日期      | ISBN                   |
| ---- | ------------- | ------------------------------------------------------- | ------------- | ---------------------- |
| 1    | 2018年8月27日 | ISBN 978-4-79-861756-5                                  | 2019年8月23日 | ISBN 978-957-26-2882-9 |
| 2    | 2019年2月22日 | ISBN 978-4-79-861870-8                                  | 2020年7月2日  | ISBN 978-957-26-2883-6 |
| 3    | 2019年8月27日 | ISBN 978-4-79-861984-2                                  | 2021年6月7日  | ISBN 978-957-26-4623-6 |
| 4    | 2020年2月27日 | ISBN 978-4-79-862131-9                                  | 2021年9月24日 | ISBN 978-957-26-6741-5 |
| 5    | 2018年8月1日  | ISBN 978-4-79-862269-9                                  | 2023年3月3日  | ISBN 978-957-26-8459-7 |
| 6    | 2021年3月1日  | ISBN 978-4-79-862432-7                                  |               |                        |
| 7    | 2021年9月1日  | ISBN 978-4-79-862586-7                                  |               |                        |
| 8    | 2022年4月1日  | ISBN 978-4-79-862649-9                                  |               |                        |
| 9    | 2022年11月1日 | ISBN 978-4-79-862896-7                                  |               |                        |
| 10   | 2023年6月1日  | ISBN 978-4-7986-3072-4                                  |               |                        |
| 11   | 2023年12月1日 | ISBN 978-4-7986-3261-2                                  |               |                        |
| 12   | 2024年6月3日  | ISBN 978-4-7986-3543-9 ISBN 978-4-7986-3545-3（限定版） |               |                        |
| 13   | 2025年2月3日  | ISBN 978-4-7986-3718-1                                  |               |                        |

## 電視動畫
2022年10月27日，宣佈正在進行動畫化企劃。

### 主題曲
片頭曲

演唱：The Brow Beat，作詞：，作曲：、
第11話未使用
片尾曲

演唱、作詞：山本彩，作曲：山本彩、杉山勝彥、尾上榛，編曲：尾上榛、杉山勝彥、小名川高弘

### 各話列表
| 話數   | 日文標題 | 中文標題                                    | 劇本     | 分鏡     | 演出              | 作畫監督                                                                    | 首播日期      |
| ------ | -------- | ------------------------------------------- | -------- | -------- | ----------------- | --------------------------------------------------------------------------- | ------------- |
| 第1話  |          | 初戀是任誰都會染上的惡疾                    | 吉永亞矢 | 蒲原遙   | 石踴宏            | 大澤美奈                                                                    | 2024年 4月5日 |
| 第2話  |          | 溝通障礙者的初戀滋味 就像是發霉的麵包       | 吉永亞矢 | 石踊宏   | 小松和映          | 新保卓郎、关田有纪子                                                        | 4月12日       |
| 第3話  |          | 平時越是溫柔的女孩 生起氣就越是破壞性地可怕 | 吉永亞矢 | 石踊宏   | 島亞里沙、 石踴宏 | 野田康行、石井裕美子 中村與史子、SEED                                       | 4月19日       |
| 第4話  |          | 收到魔王的邀約 可不是什麼好事 還是拒絕掉吧  | 吉永亞矢 | 大原實   | 菅原靜貴          | 新保卓郎、關田有紀子                                                        | 4月26日       |
| 第5話  |          | 失戀這種玩意兒 就物理層面來說還是挺痛的     | 入江信吾 | 石踴宏   | 小松和映          | 玉置典彥、石井裕美子 中村與史子、壽惠理子 CJT、SEED                         | 5月3日        |
| 第6話  |          | 既然當上魔王 就要表現出傍若無人的態度       | 吉永亞矢 | 石踊宏   | 石踊宏            | 新保卓郎、关田有纪子                                                        | 5月10日       |
| 第7話  |          | 既使是魔王 對小孩子動手也不是件好事         | 入江信吾 | 大畑晃一 | 上田茂            | 貝澤總、石井裕美子 壽惠美子、One Order、CJT                                 | 5月17日       |
| 第8話  |          | 因為撿到的龍太黏自己 就認定她當乾女兒了     | 入江信吾 | 菅原靜貴 | 菅原靜貴          | 新保卓郎、关田有纪子                                                        | 5月24日       |
| 第9話  |          | 聖騎士的內情錯綜複雜 令人不想扯上關係       | 吉永亞矢 | 大畑晃一 | 藤隆文            | 中村与史子、石井裕美子 壽惠美子、貝澤總 SEED、One Order、CJT                | 5月31日       |
| 第10話 |          | 女兒離家出走的話 對父母來說是很著急的事     | 吉永亞矢 | 大原實   | 上田茂            | 中村与史子、石井裕美子 齊藤香織、池田香織                                   | 6月7日        |
| 第11話 |          | 即使如此打倒邪惡魔物 才像個聖騎士           | 吉永亞矢 | 大畑晃一 | 小松和映          | 尾島、石井裕美子 中村與史子、CJT                                            | 6月14日       |
| 第12話 |          | 月下音樂會雖美 但對溝通障礙者來說還太早了   | 吉永亞矢 | 石踊宏   | 石踊宏            | 中村與史子、石井裕美子 壽惠理子、貝澤總 花澤菜摘、廣實愛 池田佳織、松下純子 | 6月21日       |

### BD
| 卷數 | 發行日期      | 收錄話數       | 規格編號  |
| ---- | ------------- | -------------- | --------- |
| 1    | 2024年7月31日 | 第1話 - 第6話  | DMPXA-386 |
| 2    | 2024年8月28日 | 第7話 - 第12話 | DMPXA-387 |

## 外部連結
- 小說官方網站（日語）
- 漫畫官方網站（日語）
- 外傳漫畫官方網站（日語）
- 電視動畫官方網站（日語）